# 獨角鯨號潛艇 (1899年)
獨角鯨號潛艇（Narval ，Q4）是法國海軍的艦艇先驅，由馬克西姆·勞伯夫（Maxime Laubeuf）設計，建造於19世纪末。該潛艇是參與法國海軍部的一場競賽而設計的，具有幾個革命性特徵，奠定了未來50年的潛艇模式。

## 背景
法國海軍在19世紀是潛艇設計的開拓者。從1800年設計出第一艘實用型潛艇「鸚鵡螺號」，到1863年設計出第一艘機械動力潛艇「潛水者號」，法國表現出對潛艇濃厚的興趣，想以此抵消其近鄰英國的海軍優勢。1886年，法國建造了第一艘電動式潛艇「電鰻號」，解決了水下推進系統的可靠性問題。緊隨其後的是電鰻號的放大版本「人魚號」（1891年為紀念其設計師更名為古斯塔夫·澤德號 ）和帶有實驗性青銅合金外殼的「海象號」。
這些潛艇跟當時的所有其他潛艇一樣，都有兩個主要缺點：水下作戰的最佳特點在水面上卻成了缺點。其壓力殼設計成圓形，是為了在水下抵禦水壓時取得最佳效果，但在水面上操作時不太靈活，早期的潛艇在水面上航行時表現並不出色。電力推進系統雖然在水下安全且高效，但在水面上的航程和速度有限，限制潛艇只能在海岸附近行動。勞伯夫試圖克服的正是這兩個缺點。

## 設計
1896年，法國海軍部宣布了一項徵求全新設計的公開競賽，要求規定了一艘不大於200噸的艦艇，水面航程達100海里，航速12節，水下航程達10海里，航速8節。最後共收到19個設計，由勞伯夫的獨角鯨號脫穎而出。
為了解決壓力殼在水面上的操縱問題，勞伯夫採用了雙殼設計，將圓形壓力殼（包含船員和機械設備）圍在一個更像船形的外殼中，該外殼不受壓力，兩殼之間的空間用於放置不需要加壓或是可在下潛時直接留在水中的的設備，例如壓載艙、燃料艙。這種設計使潛艇在水面上具有更好的流體動力學形狀，從而改善了水面上的操控性。
為了解決水下推進系統在水面上的航程和航速不足的問題，勞伯夫採取了類似的方法，為水面和水下各自提供了獨立的動力裝置。水下作業仍維持使用電動馬達，但為水面作業增加了一個更高效的引擎。這樣做帶來另一個好處，電池可在水面航行時透過水面引擎所驅動的直流發電機重新充電。這種方法過去也曾被使用過，加勒特（George Garrett）的復活號就曾於1878 年使用水面上的蒸汽引擎加壓蒸汽進行水下航行，他的合作夥伴諾登費爾特也繼續採用這種方法。而勞伯夫的同時代人，美國的約翰·菲利普·霍蘭在他一系列的潛艇使用汽油引擎作為水面推進裝置，並在水下使用電力推進裝置。
勞伯夫反對使用汽油引擎，認為海上使用這種引擎過於危險，改選擇了225馬力帶有唐普勒燃油鍋爐（oil-fired Temple boiler）的布魯爾蒸汽引擎（Brule steam engine），結合兩台可供86伏電壓的希拉雷-休格特電動馬達（Hillairet-Huguet electric motor ）。這些動力裝置與改良的外殼形狀給出了345海里的水面航程和8.8 節的航速，航速最高可到9.8 節，水下航程則為58海里，航速為2.8節，最高可到5.3節，海軍部對此感到滿意。該潛艇的船體形狀也提供其約42%的充足儲備浮力，與霍蘭的單殼電動船相比，後者保持在2-3%。

## 服役生涯
法國海軍於1898年1月6日訂購獨角鯨號，同年11月23日在瑟堡兵工廠（Arsenal de Cherbourg）安放龍骨，1899年10月21日下水，並於當月26日竣工。該潛艇開始測試並於1900年2月3日完成首次下潛。 在1900年6月26日試航後服役，並獲得了舷號「Q4」。 
獨角鯨號服役到1909年3月9日時發生故障，最終在1920年2月報廢出售。獨角鯨號的主要缺點在於其下潛所花費的時間。在下潛前需關閉蒸汽鍋爐讓其冷卻，造成長達21分鐘的延遲。雖然在職業生涯後期縮短到12分鐘，而勞伯夫也在後續設計中進一步縮短延遲時間，但這一直是蒸汽動力潛艇的缺點，直到20世紀初為潛艇開發出適用的柴油引擎後才得以緩解，實現水面推進方式的改變。
獨角鯨號是勞伯夫所設計的一系列潛艇的範本，由法國海軍建造並自己使用，該潛艇的雙殼設計及雙推進設計被稱為「劃時代的」 ，被其他法國設計師和所有歐洲主要海軍廣泛採用。为一戰和二戰期間的潜艇设计樹立了标准，直到 1950 年代「淚滴型」潛艇外殼的核子動力潛艇出現。

## 註記
1. 1 2 3 4 5  Conway p206
2. ↑  Miller p116